# Kostel Nanebevzetí Panny Marie (Nová Ves)
Římskokatolický kostel Nanebevzetí Panny Marie v Nové Vsi u Chrastavy je sakrální stavbou stojící na hřbitově při silnici přibližně uprostřed vsi nad pravým břehem říčky. Od roku 1966 je kostel chráněn jako kulturní památka.

## Historie
Kostel byl postaven nákladem ovdovělé hraběnky Kateřiny z Redernu, rozené Šlikové v letech 1616–1617. Původně byl evangelickým chrámem, později po rekatolizaci území se stal římskokatolickým kostelem. Upraven byl v roce 1680 a v roce 1782 B.(R.) Ullrichem do současné podoby. Obvodové zdi z období výstavby se však zachovaly.

## Architektura

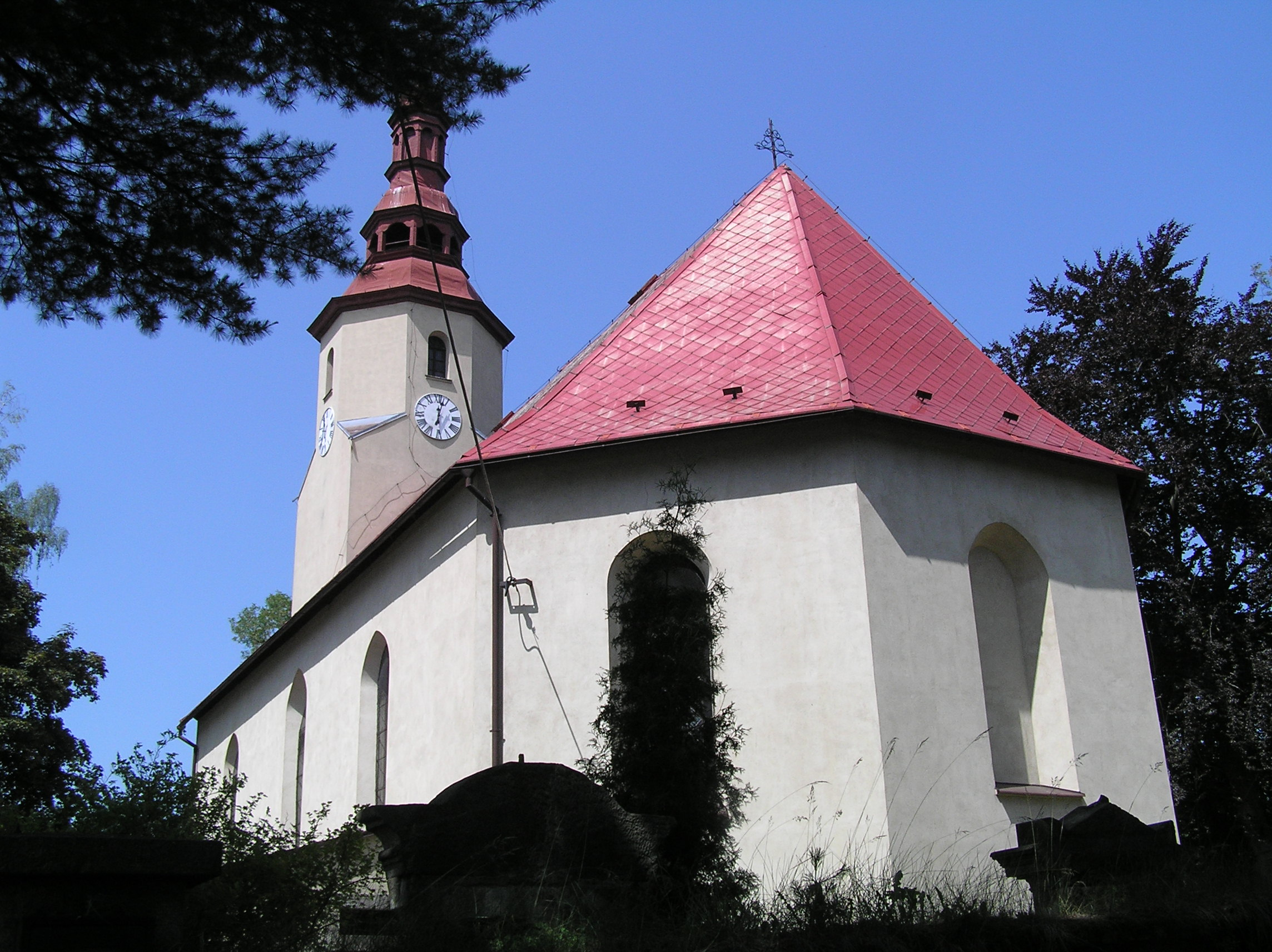
Kostel v Nové Vsi z pohledu od závěru

Kostel je orientovaný, obdélný, hladký s polygonálním presbytářem se sakristií po jižní straně, která je datována do roku 1680. Na západní straně je věž, která je v hodní části oktogonální a pochází z roku 1617. Věž má dvojí helmu a byla upravována roku 1697. Tři kostelní zvony z roku 1619 byly odlity v Žitavě. Od roku 1889 jsou na kostele věžní hodiny, které jsou po opravě funkční. Kostel má polokruhová okna. Ve dvou oknech jsou s malované terče a rodové znaky Redernů (Kryštofa Rederna a Kateřiny Šlikové-Redernové), které pocházejí z roku 1618.
Uvnitř má kostel rovný strop a dřevěnou trojramennou kruchtu z roku 1769. Kruchta je uprostřed dvoupatrová. Je zde 13 obrazů křížové cesty v barvotisku na poprsnici kruchty.

## Vybavení
Po rekatolizaci byl kostel vybaven barokním zařízením. Hlavní oltář má sloupovou portálovou architekturu se sochami sv. Jáchyma a sv. Anny z roku 1727 a novější obraz. Boční oltář zasvěcený sv. Anně má rokokovou pilířovou kompozici. Jsou na něm sochy sv. Petra a sv. Pavla. Je dílem z období kolem roku 1769. Ze stejného období je i kazatelna. Barokní socha sv. Jana Evangelisty pochází zřejmě z období kolem roku 1730. V kostele je kamenná renesanční křtitelnice z období kolem roku 1617. Křtitelnice je kalichového tvaru, se znakem Davida Heina z Löwenthalu s dřevěným víkem datovaným do roku 1755. Osmiramenný bronzový lustr je datovaný k roku 1690.